# Amr Waked
Amr Waked, född 12 april 1972 i Kairo, är en egyptisk skådespelare. Förutom flera roller i egyptiska filmer har han även medverkat i ett antal västerländska filmer, som Syriana från 2005 samt Contagion och Laxfiske i Jemen från 2011.
Waked anses vara en av Egyptens mest framträdande skådespelare.

## Filmografi (i urval)
- 2005 – Syriana
- 2008 – House of Saddam (TV-serie)
- 2011 – Contagion
- 2011 – Laxfiske i Jemen
- 2012 – Winter of Discontent
- 2014 – Lucy
- 2020 – Wonder Woman 1984
- 2023 – Firebrand
- 2025 – Urchin